# 2684 Дуглас
2684 Дуґлас  (2684 Douglas) — астероїд головного поясу, відкритий 3 січня 1981 року.
Тіссеранів параметр щодо Юпітера — 3,212.